# Direccions del Congrés dels Diputats
Les Direccions del Congrés dels Diputats són les següents.

## Direcció d'Assistència Tècnico parlamentària
S'encarrega de l'assitència al Secretari General i el Secretari General Adjunt per a Assumptes Parlamentaris a l'hora de preparar, assistir executar les màteries competents del Ple, de la Mesa i de la Junta de Portaveus.
El titular d'aquesta direcció actua amb l'ajuda d'una Secretaria.
Depenen d'aquest titular els següents departaments:
- Departament d'Assistència Jurídica
- Departament de Redacció del Diari de Sessions
- Departament de Registre i Distribució de Documents

## Direcció d'Assumptes Econòmics i Informàtica
Gestiona les matèries relatives a la contractació, patrimoni, instal·lacions, als pressupostos i comptabilitat del Congrés. S'estructura en:
- Secretari del Director
- Departament de Caixa de Corts Generals
- Departament d'Infraestructura i Instal·lacions
- Departament d'Adquisicions i Subministraments

La direcció d'Informàtica s'encarrega dels serveis i sistemes informàtics. S'estructura en: Àrea d'Explotació i Gestió, Àrea de Desenvolupament i Àrea de Sistemes.

## Direcció de Comissions
Dirigeix, supervisa i coordina les funcions d'assistència i assessorament parlamentaris dirigides a les Comissions i vetlla perquè els usos i pràctiques parlamentàries fetes a les Comissions siguen uniformes.
Del director de Comissions depenen:
- La seua secretaria.
- Unitat d'Assessorament Parlamentari
- Departament d'Assistència Administrativa a les Comissions

## Direcció d'Estudis i Documentació
Prepara la base documental per a les investigacions relacionades amb l'activitat parlamentària que després publicada. Assisteix i dona suport a les Comissions a través dels Lletrats adscrits. S'estructura en:
- Secretaria del Director.
- Departament d'Estudis
- Departament de Dret Comparat
- Departament de Documentació
- Departament de Biblioteca
- Departament d'Arxiu
- Departament de Publicacions

Cada departament es divideix en àrees i unitats.

## Direcció de Govern Interior
Gestiona, assessora i controla en matèries competents del personal de la Secretaria General del Congrés. També gestiona la Seguretat Social dels parlamentaris. Coordina, dissenya i proposa la política de personal de la Cambra. S'estructura en:
- Secretaria del Director
- Departament de Personal i Govern Interior
- Departament d'Acció Social i Gavinet Mèdic

## Direcció d'Intervenció
Fiscalitza i comptabilització dels actes, documents i expedients de la Secretaria General del Congrés. La seua funció segueix les normes dictades per la Mesa, la Junta de Contractació d'Obres, Serveis i Subministraments i el Secretari General. Depèn d'aquesta direcció el Departament de Comptabilitat.

## Direcció de Relacions Parlamentàries i Protocol
Dedicada a l'organització, preparació i gestió de les relacions parlamentàries i el Protocol del Congrés i les Corts Generals.